# Luis Cruz (beisbolista)
Luis Alfonso "Cochito" Cruz (nacido el 10 de febrero de 1984 en Navojoa, Sonora) es un infielder mexicano que juega en México para los Dorados de Chihuahua Y Algodoneros de Guasave Anteriormente ha jugado para los Generales de Durango  Toros de Tijuana, Diablos Rojos del México, Piratas de Pittsburgh, los Cerveceros de Milwakee, los Dodgers de Los Ángeles y los Yankees de Nueva York.

## Carrera profesional

### Medias Rojas de Boston
Cruz fue firmado originalmente por los Medias Rojas de Boston como agente libre amateur el 29 de agosto de 2000. Jugó como novato para los Gulf Coast Red Sox durante el 2001 y por 21 juegos en 2002 antes de haber sido promovido a la Clase A con los Greenjackets de Augusta para concluir la temporada de 2002. Cruz bateó para .268 en sus 74 juegos de novato y .188 como jugador de los Greenjackets.

### Padres de San Diego
El 16 de diciembre de 2002 fue intercambiado por César Crespo, jugador de los Padres de San Diego. Jugó para la organización de los Padres hasta 2007, con apariciones para los Wizards de Fort Wayne (129 juegos en 2003), los Storm de Lake Elsinor (124 juegos en 2004), los BayBears de Mobile (44 juegos en 2005 y 130 juegos en 2006), los Misioneros de San Antonio (69 juegos en 2007) y los Beavers de Portland (45 juegos en 2007). Durante ese periodo también jugó para los Diablos Rojos del México en la Liga Mexicana de Béisbol y fue seleccionado para representar a México en el Clásico Mundial de Béisbol 2006.

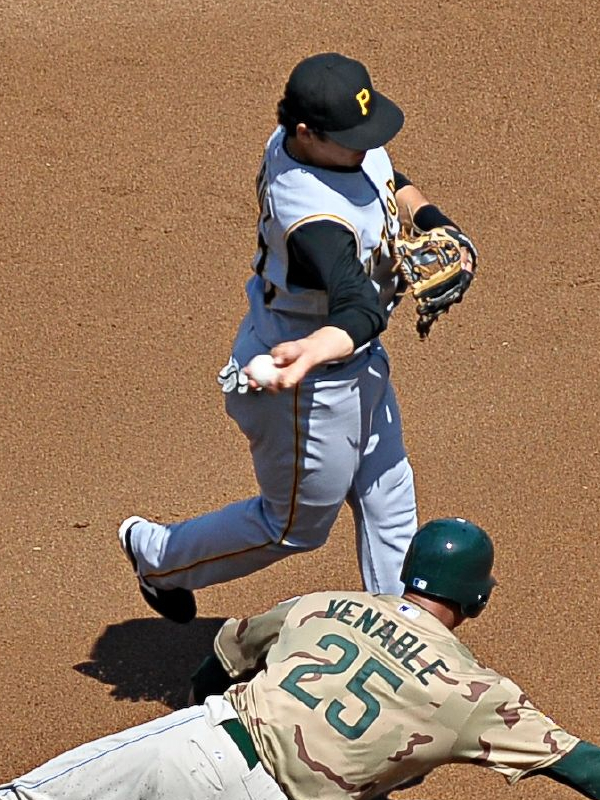
Cruz jugando para los Piratas de Pittsburgh en 2008

### Piratas de Pittsburgh
Cruz firmó un contrato en ligas menores para los Piratas de Pittsburgh para la temporada de 2008. Después de haber pasado la mayor parte de ese año con el equipo de Doble-A Alttona Curve y con los Indios de Indianapolis de Triple-A, fue llamado por Pittsburgh para su debut con los Piratas el 2 de septiembre de 2008 en contra de los Rojos de Cincinnati, registrando un sencillo al jardín izquierdo durante su primer juego en Ligas Mayores. Obtuvo 15 hits durante 67 turnos al bat para los Piratas durante el 2008, con un porcentaje de bateo de .224.
Aunque comenzó la temporada de 2009 con los Piratas, Cruz fue reasignado a la Triple-A a mediados de abril. Fue llamado de nueva cuenta por los Piratas el 10 de julio, apareciendo en 27 juegos bateando para .244. En sus 66 juegos con los Indios de Indianapolis bateó  para .253.

### Cerveceros de Milwaukee
Después de haber sido llamado por los Cerveceros de Milwakee el 7 de diciembre de 2009, Cruz jugó la temporada completa de 2010 con el equipo de Triple-A Sounds de Nashville, bateando para .281 en 129 juegos. Fue llamado por los Cerveceros el 6 de septiembre de 2010, apareciendo en sólo 7 juegos con un porcentaje de bateo de .235.
Durante la temporada de entrenamiento del 2011 Cruz fue enviado a Nashville, pero se rehusó a dicho cambio por lo que optó por convertirse en agente libre el 28 de marzo del mismo año.

### Texas Rangers
El "Cochito" Cruz firmó un contrato en ligas menores con los Texas Rangers el 29 de marzo, tan sólo un día después de haber sido dejado en libertad por los Cerveceros. Jugó 67 encuentros en AAA con el equipo Round Rock Express, bateando para .273, aunque en ese año también estuvo en préstamo durante algún tiempo en la Liga Mexicana de Béisbol.

### Los Angeles Dodgers
Cruz firmó el 20 de noviembre de 2011 un contrato de ligas menores con los Dodgers de Los Ángeles. Después de no haber podido formar parte de la alineación de los Dodgers para el juego inaugural de la temporada 2012, fue enviado a los Isótopos de Albuquerque de la AAA, donde bateó para .318 y fue seleccionado para el juego de estrellas como parte del equipo de la Liga de la Costa del Pacífico.
Fue llamado a los Dodgers el 2 de julio de 2012, después de la lesión del campo corto Dee Gordon. Al día siguiente Cruz se robó el home después de un doblete en un juego en contra de los Rojos de Cincinnati.  Bateó su primer cuadrangular el 20 de julio en contra de Johan Santana de los Mets de Nueva York. Cruz permaneció en la alineación oficial del equipo por el resto de la temporada, primero como campocorto y, después de que los Dodgers contrataron a Hanley Ramírez fue movido a tercera base. El éxito obtenido por Cruz en la temporada de 2012 ocasionó que los fanáticos en el Dodger Stadium entonarán "Cruuuuz" durante sus turnos al bat y que se comenzaran a vender réplicas de su camiseta en la tienda de regalos. Durante esa temporada apareció en 78 juegos, bateando para .297 con 6 cuadrangulares y 40 carreras impulsadas. Jugó para la selección nacional mexicana de béisbol en el Clásico Mundial de Béisbol 2013.
Cruz inició la temporada de 2013 como tercera base en los Dodgers, pero después de 45 juegos en los que sólo bateó para .127 y con sólo 3 extra bases obtenidos, fue removido de la alineación de 40 jugadores del equipo el 28 de junio. El 2 de julio declinó su reasignación a la AAA y se convirtió en agente libre.

### New York Yankees
El 3 de julio de 2013 Cruz firmó con los Yankees de Nueva York.